# Dicrotendipes bilobatus
Dicrotendipes bilobatus är en tvåvingeart som beskrevs av Jean-Jacques Kieffer 1917. Dicrotendipes bilobatus ingår i släktet Dicrotendipes och familjen fjädermyggor. Inga underarter finns listade i Catalogue of Life.